# Jacques Duquesne
Jacques Duquesne (Marcinelli, 22 de abril de 1940 – 9 de dezembro de 2023) foi um futebolista belga que competiu na Copa do Mundo FIFA de 1970.

## Morte
Duquesne morreu no dia 8 de dezembro de 2023, aos 83 anos.